# チタポーン・カムランマーク
チタポーン・カムランマーク（タイ語: ชิตพร กำลังมาก、1996年3月17日 - ）は、タイの女子バレーボール選手である。

## 来歴
2018年よりタイ代表となり、タイリーグではベストミドルブロッカー賞を3年連続で受賞した。
2023年、V.LEAGUE DIVISION1 WOMEN（V1女子）に所属する久光スプリングスに入団した。シーズン終了後、退団。

## 球歴
- タイ代表
  - 世界選手権 - 2018年
  - ネーションズリーグ - 2018年、2019年、2023年
  - アジア競技大会 - 2018年 (en)
- U23タイ代表
  - アジアU-23選手権 - 2017年 (en)

## 所属チーム
- アイディア・コーンケン (th) （2013-2014年）
- シーサケート (th) （2014-2015年）
- タイ-デンマークVCノンルア (th) （2015-2016年）
- コーンケンスター (th) （2016-2020年）
- ナコンラチャシマ（2020-2023年）
- 久光スプリングス（2023-2024年）
- ナコンラチャシマ（2024年-）